# Seitajaure
Seitajaure är en sjö i Gällivare kommun i Lappland och ingår i Kalixälvens huvudavrinningsområde. Sjön har en area på 1,54 kvadratkilometer och ligger 765 meter över havet. Sjön avvattnas av vattendraget Cuolttajohka.

## Delavrinningsområde
Seitajaure ingår i det delavrinningsområde (751975-163236) som SMHI kallar för Utloppet av Seitajaure. Medelhöjden är 891 meter över havet och ytan är 33,26 kvadratkilometer. Det finns inga avrinningsområden uppströms utan avrinningsområdet är högsta punkten. Cuolttajohka som avvattnar avrinningsområdet har biflödesordning 2, vilket innebär att vattnet flödar genom totalt 2 vattendrag innan det når havet efter 406 kilometer. Avrinningsområdet består mestadels av kalfjäll (91 procent). Avrinningsområdet har 1,97 kvadratkilometer vattenytor vilket ger det en sjöprocent på 5,9 procent.